# Lijst van administratieve eenheden in An Giang
Deze lijst bevat een overzicht van administratieve eenheden in An Giang (Vietnam).

## Stad Long Xuyên
- Long Xuyên (provinciehoofdstad)

### Phường
- Bình Đức
- Bình Khánh
- Đông Xuyên
- Mỹ Bình
- Mỹ Hòa
- Mỹ Long
- Mỹ Phước
- Mỹ Quý
- Mỹ Thạnh
- Mỹ Thới
- Mỹ Xuyên

### Xã
- Mỹ Hòa Hưng
- Mỹ Khánh

## Thị xã Châu Đốc
- Thị xã Châu Đốc

### Phường
- Châu Phú A
- Châu Phú B
- Núi Sam
- Vĩnh Mỹ

### Xã
- Vĩnh Châu
- Vĩnh Ngươn
- Vĩnh Tế

## District An Phú
- An Phú

### Thị trấn
- Thị trấn An Phú
- Thị trấn Long Bình

### Xã
- Xã Đa Phước
- Xã Khánh An
- Xã Khánh Bình
- Xã Nhơn Hội
- Xã Phú Hội
- Xã Phú Hữu
- Xã Phước Hưng
- Xã Quốc Thái
- Xã Vĩnh Hậu
- Xã Vĩnh Hội Đông
- Xã Vĩnh Lộc
- Xã Vĩnh Trường

## District Châu Phú
- Châu Phú

### Thị trấn
- Thị trấn Cái Dầu

### Xã
- Xã Khánh Hòa
- Xã Mỹ Đức
- Xã Mỹ Phú
- Xã Ô Long Vĩ
- Xã Vĩnh Thạnh Trung
- Xã Thạnh Mỹ Tây
- Xã Bình Long
- Xã Đào Hữu Cảnh
- Xã Bình Phú
- Xã Bình Chánh
- Xã Bình Mỹ

## District Châu Thành
- Châu Thành

### Thị trấn
- thị trấn An Châu

### Xã
- Xã An Hòa
- Xã Bình Hòa
- Xã Bình Thạnh
- Xã Cần Đăng
- Xã Hòa Bình Thạnh
- Xã Tân Phú
- Xã Vĩnh An
- Xã Vĩnh Bình
- Xã Vĩnh Hanh
- Xã Vĩnh Lợi
- Xã Vĩnh Nhuận
- Xã Vĩnh Thành

## District Chợ Mới
- Chợ Mới

### Thị trấn
- Thị trấn Chợ Mới
- Thị trấn Mỹ Luông

### Xã
- Xã Kiến An
- Xã Kiến Thành
- Xã Mỹ Hội Đông
- Xã Nhơn Mỹ
- Xã Long Giang
- Xã Long Điền A
- Xã Long Điền B
- Xã Tân Mỹ
- Xã Mỹ Hiệp
- Xã Bình Phước Xuân
- Xã Long Kiến
- Xã An Thạch Trung
- Xã Hội An
- Xã Hoà Bình
- Xã Hoà An
- Xã An Thạnh Thới
- Xã Mỹ An

## District Phú Tân
- Phú Tân (An Giang)

### Thị trấn
- Thị trấn Phú Mỹ
- Thị trấn Chợ Vàm

### Xã
- Xã Bình Thạnh Đông
- Xã Hiệp Xương
- Xã Hòa Lạc
- Xã Long Hòa
- Xã Phú An
- Xã Phú Bình
- Xã Phú Hiệp
- Xã Tân Hòa
- Xã Phú Hưng
- Xã Phú Lâm
- Xã Phú Long
- Xã Phú Thạnh
- Xã Phú Thành
- Xã Phú Thọ
- Xã Phú Xuân
- Xã Tân Trung

## District Tân Châu
- Tân Châu

### Thị xã
- Thị xã Tân Châu

### Phường
- Phường Long Châu ·
- Phường Long Hưng ·
- Phường Long Phú ·
- Phường Long Sơn ·
- Phường Long Thạnh

### Xã
- Xã Châu Phong ·
- Xã Lê Chánh ·
- Xã Long An ·
- Xã Phú Lộc ·
- Xã Phú Vĩnh ·
- Xã Tân An ·
- Xã Tân Thạnh ·
- Xã Vĩnh Hòa ·
- Xã Vĩnh Xương

## District Thoại Sơn
Thoại Sơn

### Thị trấn
- Thị trấn Núi Sập
- Thị trấn Phú Hoà
- Thị trấn Óc Eo

### Xã
- Xã An Bình
- Xã Bình Thành
- Xã Định Mỹ
- Xã Định Thành
- Xã Mỹ Phú Đông
- Xã Phú Thuận
- Xã Tây Phú
- Xã Thoại Giang
- Xã Vĩnh Chánh
- Xã Vĩnh Khánh
- Xã Vĩnh Phú
- Xã Vĩnh Trạch
- Xã Vọng Đông
- Xã Vọng Thê

## District Tịnh Biên
- Tịnh Biên

### Thị trấn
- Thị trấn Nhà Bàng
- Thị trấn Chi Lăng
- Thị trấn Tịnh Biên

### Xã
- Xã An Cư
- Xã An Hảo
- Xã An Nông
- Xã An Phú
- Xã Nhơn Hưng
- Xã Núi Voi
- Xã Tân Lập
- Xã Tân Lợi
- Xã Thới Sơn
- Xã Văn Giáo
- Xã Vĩnh Trung

## District Tri Tôn
- Tri Tôn

### Thị trấn
- Thị trấn Tri Tôn
- Thị trấn Ba Chúc

### Xã
- Xã An Tức
- Xã Châu Lăng
- Xã Cô Tô
- Xã Lạc Quới
- Xã Lê Trì
- Xã Lương An Trà
- Xã Lương Phi
- Xã Núi Tô
- Xã Ô Lâm
- Xã Tà Đảnh
- Xã Tân Tuyến
- Xã Vĩnh Gia
- Xã Vĩnh Phước